# بوم‌شناسی اجتماعی (رشته دانشگاهی)
بوم‌شناسی اجتماعی (به انگلیسی: Social ecology)، روابط بین مردم و محیط پیرامونشان را مطالعه می‌کند، که اغلب به وابستگی متقابل افراد، گروه‌ها و نهادها می‌پردازد. بوم‌شناسی اجتماعی که از بوم‌شناسی، بوم‌شناسی انسانی، نظریه سامانه‌ها و روان‌شناسی بوم‌شناختی تکامل می‌یابد، دیدگاهی گسترده و بین‌رشته‌ای دارد که نسبت به نسخه‌های پیشین انسان توجه بیشتری به زمینه‌های اجتماعی، روان‌شناختی، نهادی و فرهنگی روابط انسان‌ها و محیط‌زیست می‌کند. این مفهوم برای مطالعه طیف گسترده‌ای از مشکلات و سیاست‌های اجتماعی در علوم رفتاری و اجتماعی به کار گرفته شده‌است.
بیشتر از ۱۲۰ برنامه فهرست‌شده در پیوند زیر در بوم‌شناسی انسانی هستند، اما بسیاری از آنها با بوم‌شناسی اجتماعی هم‌پوشانی دارند:
- فهرست برنامه‌ها و موسسه‌های انجمن بوم‌شناسی انسانی